# Joe Warbrick
Joseph Astbury Warbrick (* 1. Januar 1862 in Rotorua; † 30. August 1903 im Waimangu Valley) war ein neuseeländischer Rugbyspieler.

## Biografie
Er war Māori vom Stamm der Ngāti Rangitihi und wuchs in Auckland auf. Mit 15 Jahren spielte er 1877 für den Verein Ponsonby RFC in Auckland und wurde in die Auswahlmannschaft der Auckland RFU übernommen. Damit war er der jüngste Spieler in der obersten neuseeländischen Spielklasse. Er wurde der 17. Rugby-Nationalspieler und nahm 1884 an Spielen der ersten Mannschaft der All Blacks in Australien teil. Er spielte sieben Spiele und erzielte zwölf Punkte.
Im Jahre 1888 war er einer der Hauptorganisatoren der 1888/89 durchgeführten privat finanzierten Tour der New Zealand Natives durch Neuseeland, Australien und die britischen Inseln. Er war als Mannschaftskapitän und Spieler in dieser Mannschaft benannt, spielte wegen Verletzung aber keines der 107 Spiele der Tour. Danach zog er sich weitgehend aus dem Rugby zurück. 2008 wurden Warbrick und die Mannschaft 1888–1889 der New Zealand Natives in die World Rugby Hall of Fame aufgenommen.
Sein Bruder Alfred Patchet Warbrick (1860–1940) war Haupttouristenführer im Gebiet des Waimangu Valley mit dem damals aktiven Waimangu-Geysir. Joseph wurde nach seinem Rückzug aus dem Sport ebenfalls als Touristenführer tätig. Er kam gemeinsam mit drei weiteren Touristen durch einen Ausbruch des Geysirs ums Leben, als er eine Frau der Gruppe zurückholen wollte, die sich dem Geysir zu sehr genähert hatte, um bessere Fotos machen zu können. Zwei Minuten später brach der Geysir aus und das heiße Wasser tötete alle vier Menschen auf der Stelle. Eine Sinterterrasse im Tal wurde nach ihm Warbrick Terrace benannt.